# 阿倫代爾 (佛羅里達州)
阿倫代爾（英語：Allandale）是位於美國佛羅里達州福祿喜雅縣的一個非建制地區。該地的面積和人口皆未知。

## 地理
阿倫代爾的座標為28°56′35″N 81°06′09″W / 28.94306°N 81.10250°W，而該地的平均海拔高度為10米（即33英尺）。